# Repertoárové divadlo San Jose
Repertoárové divadlo San Jose (anglicky San Jose Repertory Theatre, též San Jose Rep) byla první trvale sídlící profesionální divadelní společnost v San José v Kalifornii . Divadlo bylo založeno v roce 1980 Jamesem P. Reberem. V roce 2008, po zániku American Musical Theatre of San Jose, se San Jose Rep stalo největší neziskovou profesionální divadelní společností v jižní části Sanfranciského zálivu, a to s ročním provozním rozpočtem 5 milionů dolarů. V roce 2006 bylo divadlo zachráněno před hrozící platební neschopností (bankrotem) úvěrem od města San Jose ve výši 2 miliónů dolarů.
Dne 11. června 2014 San Jose Rep ukončilo svoji činnost a podalo insolvenční návrh podle Hlavy 7 Kalifornského insolvenčního zákona.

## Historie
San Jose Rep bylo založeno Jamesem P. Reberem v roce 1980, původně jako San Jose Repertory Company.
Bylo to první profesionální divadlo se sídlem v San Jose brzy se stalo nejrychleji rostoucím oblastním divadlem v USA. Zahajovací inscenací první sezony divadla byla hra Soukromé životy od Noëla Cowarda. V roce 1981 byla tato inscenace následována třemi dalšími hrami (včetně jedné hry režírované Tonym Taccone, a to ještě předtím než se stal uměleckým ředitelem divadla Berkeley Rep).
San Jose Rep záhy získalo podporu od městského zastupitelstva. Výbor pro kulturu poskytl divadlu finanční pomoc a zároveň mu pomohl vytvořit jeho první správní radu. Do její čela byl zvolen Dr. Clayton Feldman, po něm vedl radu Phil Hammer. Grant od Nadace Williama a Flory Hewlettových pak poskytl divadlu rozhodující pomoc při najímání nových kvalifikovaných pracovníků.
V roce 1987 se uměleckým ředitelem divadla stal Timothy Near.
V roce 1997 se divadlo přestěhovalo z Montgomeryho divadla do nové budovy v centru San Jose. Budova byla postavena specificky pro potřeby San Jose Rep. Divadlo tak už nebylo omezeno ani nedostatkem prostoru a ani se už nemuselo dělit o své prostory s dalšími organizacemi. Díky tomu teď divadlo mohlo nabídnout širší škálu náročnějších inscenací, a to jak po umělecké, tak i po technické stránce. Od svého přestěhování do nové budovy divadlo uvedlo několik světových a amerických premiér, včetně těch, co byly poprvé uvedeny na západním pobřeží.
Provoz divadla v nové budově byl zahájen hrou afroamerického dramatika Keitha Glovera. Bylo to premiérové představení na západním pobřeží USA.
V roce 2009 se uměleckým ředitelem divadla stal Rick Lombardo. V této době již San Jose Rep bojovalo s finančními problémy, a tak se v červnu 2014 správní rada divadla rozhodla provoz San Jose Rep ukončit.

## Budova
Divadlo sehrálo všechna svá představení v auditoriu Sobrato, které se nachází v Divadelním centru Susan a Phila Hammerových. Centrum bylo pojmenováno podle bývalé starostky San Jose, Susan Hammerové, a jejího manžela Phila Hammera, kteří sehráli významnou roli při budování divadla.
Celková kapacita divadla je 584 míst k sezení.